# Belisana kinabalu
Belisana kinabalu is een spinnensoort uit de familie trilspinnen (Pholcidae). De soort komt voor op Borneo. 